# Угорщина на літніх Олімпійських іграх 2004
Угорщина на літніх Олімпійських іграх 2004 року була представлена 209 спортсменами у 20 видах спорту (119 чоловіків та 90 жінок). Завоювала 8 золотих, 6 срібних і 3 бронзові медалі. В сумі — 17 медалей. Спочатку медалей було 20, але чотирьох угорських спортсменів було позбавлено медалей через допінг-тести. Прапор ніс Анталь Ковач. Ігри були у Афінах, Греція. Для країни це була загалом 42-а олімпіада.
| Прапор Угорщини | Це незавершена стаття про Угорщину. Ви можете допомогти проєкту, виправивши або дописавши її. |